# 성모 승천 교회 (크라쿠프)

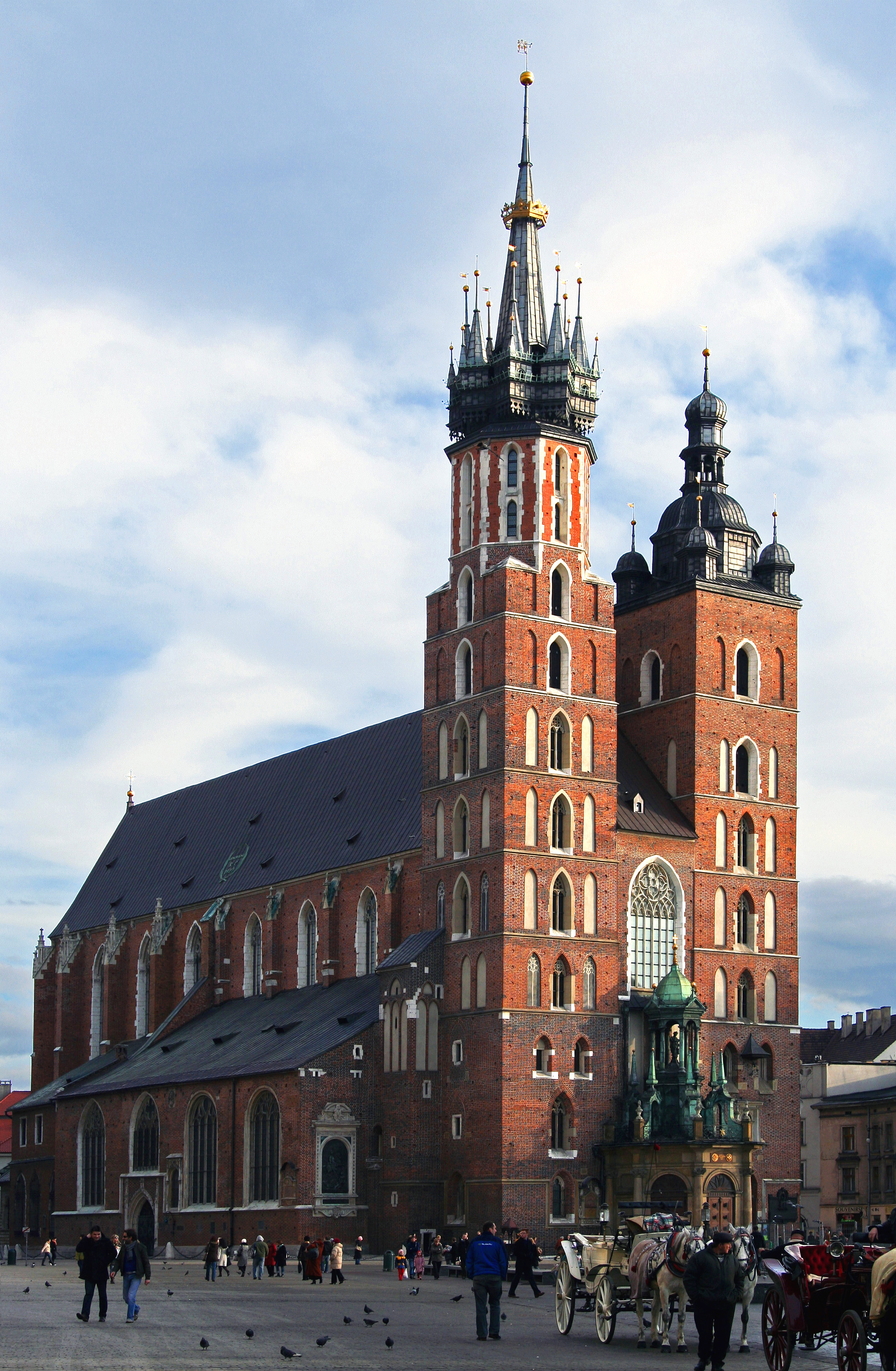
성모 승천 교회

성모 승천 교회(폴란드어: Kościół archiprezbiterialny pw. Wniebowzięcia Najświętszej Marii Panny)는 폴란드 크라쿠프 리네크 글루프니에 위치한 교회이다.

## 같이 보기
- 얀 마테이코